# Eressa vespa
Eressa vespa är en fjärilsart som beskrevs av George Francis Hampson. Eressa vespa ingår i släktet Eressa och familjen björnspinnare. Inga underarter finns listade i Catalogue of Life.